# Куршубадзе, Асие Камиловна
Асие Камиловна Куршубадзе (1917 год, село Хала, Батумская область, ССР Грузия — 2010 год, село Чаисубани, Кобулетский муниципалитет, Аджария, Грузия) — колхозница колхоза имени Ленина Халинского сельсовета Кобулетского района, Аджарская АССР, Грузинская ССР. Герой Социалистического Труда (1950).

## Биография
Родилась в 1917 году в крестьянской семье в селе Хала Батумской области. Окончила местную сельскую школу. С 1934 года трудилась на чайной плантации колхоза имени Ленина Кобулетского района.
В 1949 году собрала 6153 килограмма сортового зелёного чайного листа на участке площадью 0.5 гектара. Указом Президиума Верховного Совета СССР от 19 июля 1950 года удостоена звания Героя Социалистического Труда за «получение высоких урожаев сортового зелёного чайного листа и цитрусовых плодов в 1949 году» с вручением ордена Ленина и золотой медали «Серп и Молот» (№ 5227).
Этим же указом званием Героя Социалистического Труда была награждена труженица колхоза имени Ленина Кобулетского района колхозница Эмина Сердаловна Концелидзе.
Трудилась в колхозе до выхода на пенсию в 1967 году. Воспитала восьмерых детей. Проживала в селе Чаисубани Кобулетского муниципалитета. Скончалась в 2010 году.
Награды
- Герой Социалистического Труда
- Орден Ленина
- Орден «Материнская слава» 2 степени